# Мітинг

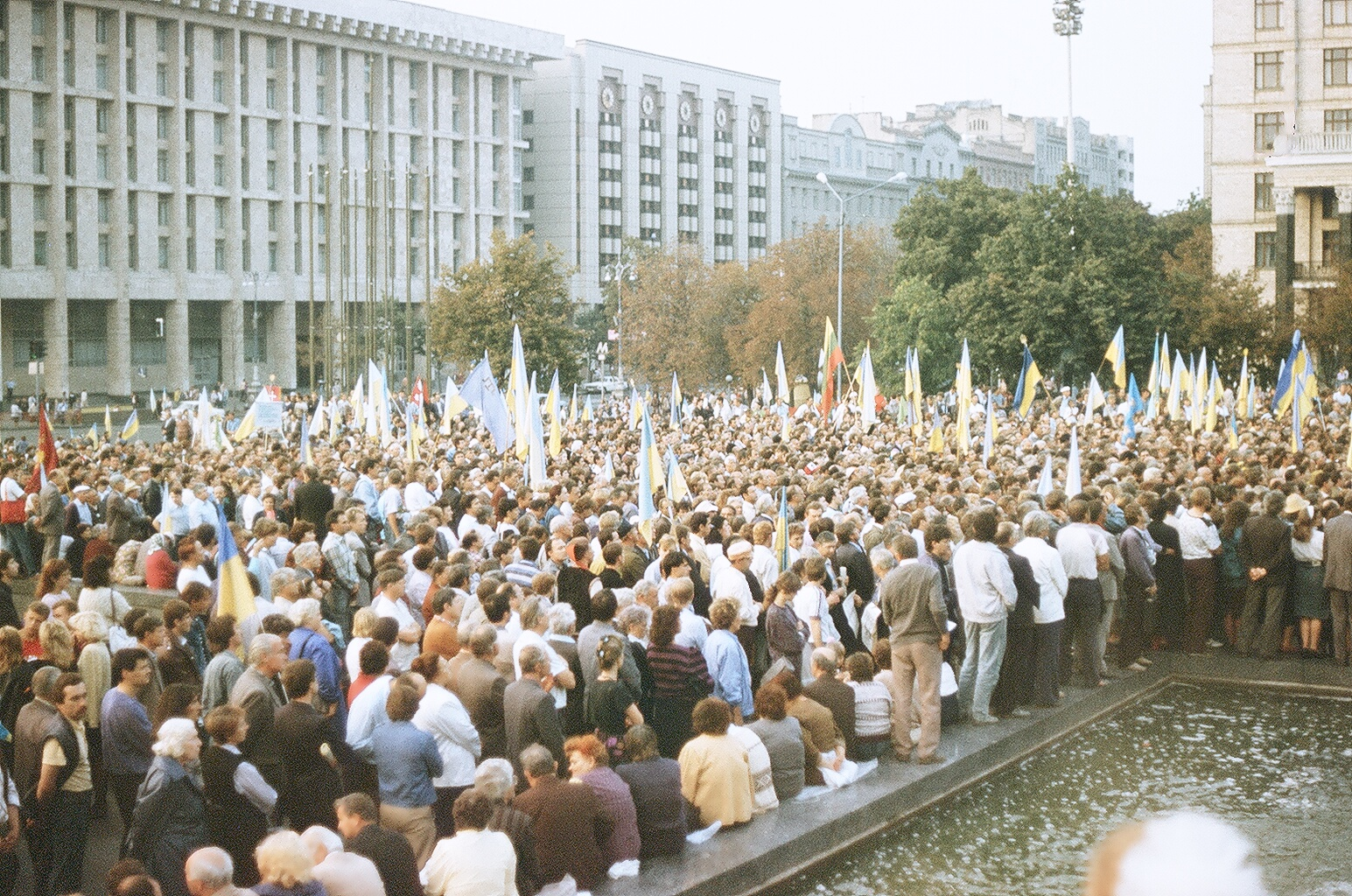
Мітинг Народного Руху України на честь підняття Національного Прапора над Київською міською радою, 24 липня 1990 р.

Мітинг — це організована форма політичних дій, оскільки в нього є організатори, цілі та завдання (наприклад, домогтися якомога більшої підтримки виборців на користь того чи іншого кандидата і виграти виборчу кампанію). Водночас мітинг, як і будь-яке багатолюдне зібрання, може перетворитися за певних умов у стихійний некерований процес і супроводжуватися раптовою зміною настроїв учасників, вибухом емоцій, бурхливими пристрастями.

## Походження терміна
Мітинг (від англ. meet — зустрічатися, знайомитися). Публічні збори для обговорення актуальних суспільно-політичних проблем. Суттєвою особливістю є його спрямованість на формування психологічної готовності індивідуумів до безпосередньої політичної дії. Мітинг проводиться не для ведення дискусії і з'ясування проблем. Це зібрання уже сформованих прихильників певної ідеї, яка на мітингу перетворюється на вимогу (заборонити або дозволити, підтримати або засудити певні дії, рішення, явище). Мітинг є важливим засобом пропаганди та агітації. Ст. 39 Конституції України гарантує її громадянам право на проведення мітингів, зборів, походів і демонстрацій.